# Клюмпербек, Мариус
Мариус Клюмпербек (нидерл. Marius Klumperbeek, род. 7 августа 1938) — голландский спортсмен, гребец, бронзовый призёр Летних Олимпийских игр 1964 года.

## Биография
На Летних Олимпийских играх 1964 года в Токио Клюмпербек принимал участие в составе голландской команды четвёрок с рулевым, где он выступил в качестве рулевого. В финальном заплыве его команда стартовали четвёртой и смогли занять одну позицию выше, обогнав соперников из Польши после прохождения отрезка дистанции в 500 м. В итоге, с результатом 07:06.460 они заняли третье место, уступив первенство соперникам из Италии (07:02.840 — 2е место) и Германии (07:00.440 — 1е место).